# 瓦尔科尼·彼得
瓦尔科尼·彼得（匈牙利語：Várkonyi Péter，1931年4月3日—2008年10月14日），匈牙利外交官，政治人物。前外交部长（1983年－1989年），驻美国大使（1989年－1990年），国民议会议员（1985年－1989年），匈牙利社会主义工人党中央委员会书记（1982年－1983年）。

## 生平
1931年4月3日生于布达佩斯。毕业于外交学院，在匈牙利外交部工作。曾任匈牙利驻英国和埃及大使馆秘书。1969年至1980年，在政府新闻办公室工作。1980年至1982年，任《人民自由报》主编。1982年6月至1983年7月，任匈牙利社会主义工人党中央委员会书记。1983年至1989年，任外交部长。1989年至1990年，任驻美国大使。2008年10月14日在逝世，终年77岁。

## 外交活动
1988年10月25日在布达佩斯接见了韩国常驻匈牙利代表处的临时负责人威明哲参赞，随后代表处开始办公。1989年1月，匈牙利与韩国正式建立外交关系。3月，韩国外长崔浩中首次访问匈牙利。
1988年12月3日至12月10日正式访华，是30多年来匈牙利外长首次访华。5日主持了匈牙利人民共和国驻上海总领事馆开馆仪式。先后与钱其琛外长、李鹏总理、吴学谦副总理会见。